# スチームワールドハイスト
『スチームワールドハイスト』（SteamWorld Heist）は、スウェーデンのゲーム開発会社Image & Formが開発したシミュレーションRPG。同社が手掛ける「スチームワールド」シリーズの第3作目。

## 概要
シリーズ1作目『SteamWorld Tower Defense』は拠点を防衛するタワーディフェンス、2作目『スチームワールド ディグ』は広大なエリアを探索するメトロイドヴァニアのジャンルを扱っていたが、3作目となる本作はターン制のシミュレーションRPGとなっている。サイドビューで描かれたステージで自軍ターンと敵軍ターンを交互に繰り返しながらミッションの達成を目指す構成で、ステージ内を探索したり敵への攻撃時に銃で狙いを定めたりするといったアクションゲームの要素を含んでいる。
本作の世界観は、シリーズを通して描かれるスチームパンクの要素は継承しつつも、それまでの西部劇的な世界から一転し舞台を宇宙に移している。宇宙で「海賊兼運び屋」として活動するスチームボット（ロボット）の一団を率いるパイパー・ファラデー（Piper Faraday）を主人公とし、同じ縄張り内で略奪行為を繰り返しているスチームボットのならず者集団「スクラッパー」たちとの戦いの様子が描かれている。
iOS以外のプラットフォームでは、新たなキャラクターやミッション、アイテムを追加するDLC「The Outsider」に対応している。このコンテンツはニンテンドー3DS、Steam、PlayStation 4、PlayStation Vita、Wii Uの各媒体向けに有料販売されているが、Nintendo Switch版には初めから含まれている。

## システム
各ステージがすごろく状に並んだ選択画面からステージを選びミッションを開始する。開始前には難易度を5段階から選択できる。2段階以上では全滅時に通貨の「ガロン」が減少し、3段階以上ではミッションクリア時にもらえる経験値が上乗せされる。
ミッション内では前述のように自軍ターンと敵軍ターンを交互に繰り返す。各キャラクターは個々に定められた移動歩数の上限まで移動できるが、移動距離が短い場合は攻撃などの再行動が可能となる。相手への攻撃は、隣接している場合は拳で殴り、離れている場合は銃を用いる。攻撃時に放った銃弾は一部を除き地形にあたると跳ね返る。攻撃を受けて体力が尽きたキャラクターは実行中のミッション内で使用不能となる。
ミッションクリア後には、最後まで残ったキャラクター個々に経験値（ミッションで得た合計値を参加人数で等分した値）が入る。経験値が一定値に達するとレベルが上がり、新たな能力が一つ備わる。また、ミッションごとに定められた特殊条件を満たした時や自軍の犠牲者を出さずにクリアした時にそれぞれ星印がつく。この印の数は、ステージ選択画面の一部箇所で先に進む際や一部のキャラクターを仲間に加える際の条件となっている。
各キャラクターの装備品は、武器となる銃一丁のほか、特殊攻撃やステータス上昇効果などを追加する補助アイテム2つ、特別な効果は無いが頭部のデザインを変更できる帽子がある。これらのアイテムは、ミッションクリア後やステージ選択画面内にあるスペースコロニーでの購入により入手できる。

## 評価
- SXSW Gaming Awards 2016 「Mobile Game of the Year」ノミネート[18]
- IGN Best of 2016 Awards 「Mobile Game of the Year」ノミネート[19]
- Nordic Game Awards 2016 「Nordic Game of the Year」「Best Game Design」「Best Fun for Everyone」ノミネート[20]